# Working Class Hero
Working Class Hero ist ein Song von John Lennon. Er erschien 1970 auf dem Album John Lennon/Plastic Ono Band, seinem ersten Album nach der Auflösung der Beatles.

## Inhalt
Working Class Hero ist ein politisches Lied über das soziale Gefälle der Klassengesellschaft. In einem Interview mit Lennon im Rolling Stone vom Dezember 1970 ging es darum, dass die Individuen der Arbeiterklasse von der Mittelklasse als „Maschine“ ausgebeutet würden. Lennon sagte darin auch: „Ich denke, es ist ein revolutionäres Lied – es ist wirklich einfach revolutionär. Ich denke, dass dieses Konzept revolutionär ist. Es ist für den Arbeiter und nicht für Tussis und Schwuchteln. Es geht darum, worum es bei Give Peace a Chance ging. Aber ich denke, auf der anderen Seite wird es wahrscheinlich einfach ignoriert werden. Ich denke, es ist für die Menschen die wie ich, aus der Arbeiterklasse kommen und in der Mittelschicht oder in deren Maschinerie untergehen. Es ist meine Erfahrung, und ich hoffe, es ist eine Warnung für die Menschen.“
Der Refrain des Liedes lautet: „A working class hero is something to be“ (Ein Held der Arbeiterklasse ist etwas von Bedeutung).
Working Class Hero ist nicht das erste politische Lied Lennons. Seine Reihe politischer Lieder begann 1968 mit Revolution der Beatles und wurde 1972 mit der Veröffentlichung von Some Time in New York City fortgesetzt.

## Entstehung und Stil
Das Lied wurde am 27. September 1970 in den EMI-Studios aufgenommen. Lennon singt und spielt dazu akustische Gitarre als Begleitung. Die Akkordfolge ist sehr einfach und baut auf A-Moll und G-Dur auf, mit einem kurzen Abstecher nach D-Dur in einer Zeile des Refrains. Lennons Spieltechnik umfasst ein Riff mit einem Hammer-Picking des E-Tons auf der D-Saite und dann auf eine offene A-Saite. Der Ton und Stil des Liedes ähneln dem von Masters of War und North Country Blues von Bob Dylan, einem bekannten Einfluss Lennons. Beide basieren auf Jean Ritchies Bearbeitung des traditionellen englischen Volksliedes Nottamun Town. Lennon nahm Working Class Hero über hundert Mal auf, bis er mit der Aufnahme zufrieden war. Die Aufnahme besteht aus zwei verschiedenen Aufnahmen: Der Ton der Gitarre und des Gesangs wechselt zwischen 1:24 und 1:45 für die Strophe „When they’ve torture and scared you“.

## Kontroversen
1973 hörte der US-Repräsentant Harley Orrin Staggers das Lied – das die Zeilen "’Til you're so fucking crazy you can’t follow their rules" (Bis du so verdammt verrückt wirst, dass du ihre Regeln nicht mehr befolgen kannst) und „But you’re still fucking peasants as far as I can see“ (Aber ihr seid immer noch Scheißleibeigene, soweit ich sehen kann) enthält – auf dem Studenten Radio WGTB. Er reichte daraufhin eine Beschwerde bei der Federal Communications Commission (FCC) ein. Der Manager des Senders, Ken Sleeman, sah sich mit einem Jahr Gefängnis und einer Geldstrafe von 10.000 Dollar konfrontiert, verteidigte aber seine Entscheidung das Lied zu spielen mit den Worten: „Die Menschen in Washington DC sind kultiviert genug, um das gelegentliche Wort mit vier Buchstaben im Kontext zu akzeptieren und nicht sexuell erregt, beleidigt oder verärgert zu werden“. Die Anklage wurde fallen gelassen. Andere US-Radiosender, wie WBCN in Boston, verboten das Lied wegen der Verwendung des Wortes fucking. In Australien wurde das Album veröffentlicht, wobei das Schimpfwort aus dem Lied entfernt und der Text auf der Innenseite der Hülle zensiert wurde.

## Coverversionen
- Marianne Faithfull hat das Lied auf ihrem Album Broken English von 1979 gecovert.
- David Bowies Band Tin Machine nahm 1989 auf ihrem selbstbetitelten Debütalbum eine Version des Liedes auf.
- Roger Taylor veröffentlichte seine Version 1998 auf seinem vierten Soloalbum Electic Fire.
- Marilyn Mansons Cover des Liedes, wurde auf seiner Disposable Teens Single aus dem Jahr 2000 veröffentlicht.
- Ozzy Osbourne singt 2005 seine Version des Klassikers auf seinem Album Under Cover.
- Green Day steuerte 2007 ein Cover des Liedes zu Instant Karma: The Amnesty International Campaign to Save Darfur bei.
- Cat Power und Iggy Pop veröffentlichten 2023 ein gemeinsames Cover der Version von Marianne Faithfull.